# Lodowiec Columbia (Alaska)

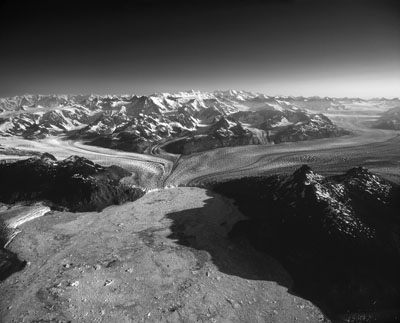
Lodowiec Columbia

Columbia – lodowiec na południowym wybrzeżu Zatoki Księcia Williama w stanie Alaska, USA.
Jest to jeden z kilku lodowców w tym obszarze, którego nazwa pochodzi od jednej z amerykańskich uczelni, w tym przypadku od Uniwersytetu Columbia. Lodowiec otrzymał swoją nazwę podczas ekspedycji Harriman Alaska Expedition w roku 1899 pod kierunkiem Edwarda Henry'ego Harrimana.
Jest to jeden z najszybciej poruszających się lodowców na świecie. Koniec lodowca ma ok. 2 km szerokości i 550 metrów grubości, z czego około 70 metrów wystaje nad poziom morza. W 2006 r. całkowita powierzchnia lodowca wynosiła ok. 1000 km² przy ok. 51 km długości, z czego ostatnie 15 km opiera się na skałach pod powierzchnią morza.